# Dominikus Hermengild Herberger
Dominikus Hermengild Herberger (* 4. August 1694 in Legau bei Memmingen; † 12. Mai 1760 in Immenstaad am Bodensee) ist ein süddeutscher Bildhauer des Spätbarock bzw. des Rokoko. Er wirkte vor allem in Oberschwaben und am Bodensee.

## Leben

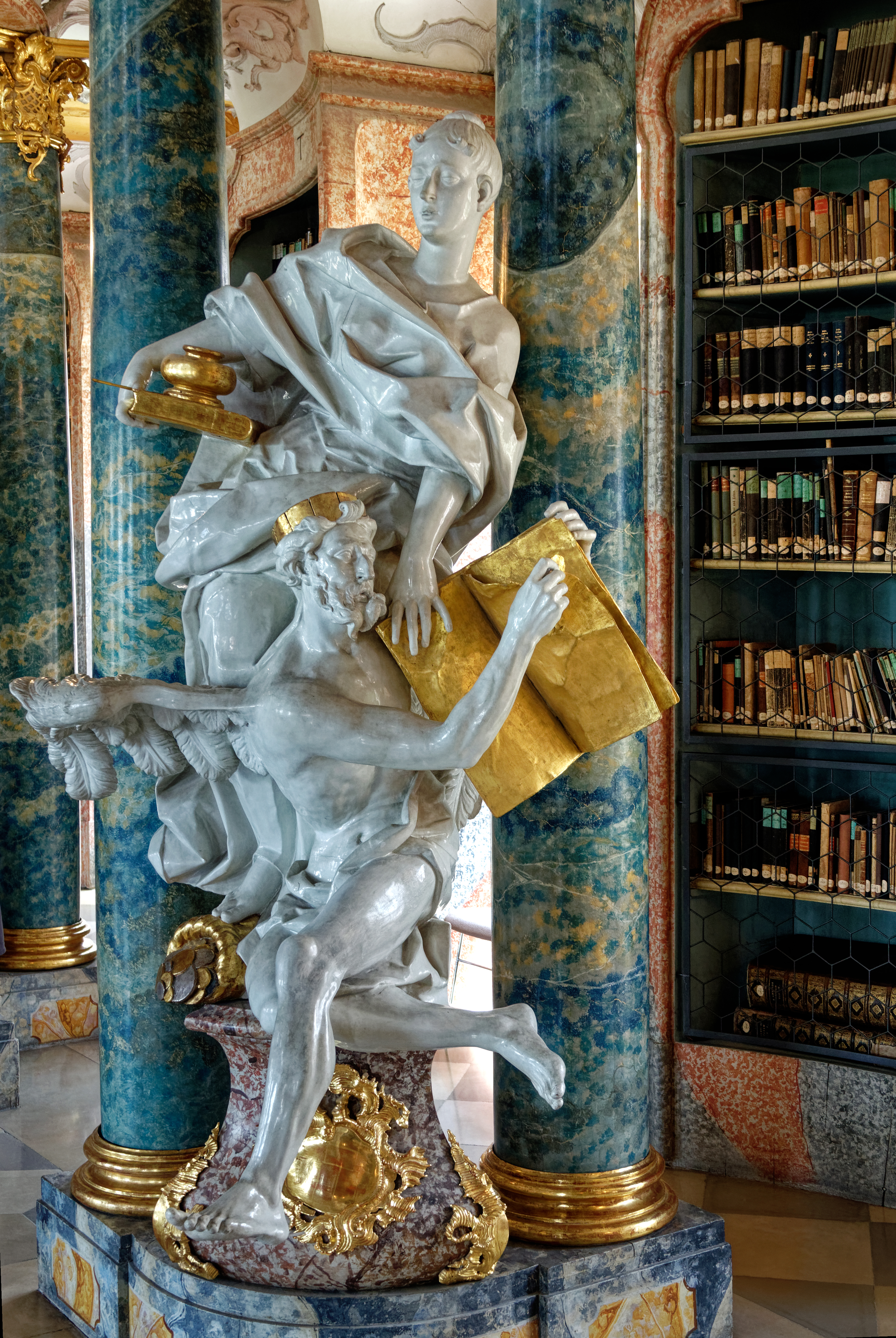
Allegorische Skulptur in der Klosterbibliothek Wiblingen

Dominikus Hermengild Herberger wurde am 4. August 1694 als zehntes Kind des Bartholomäus Herberger und seiner Ehefrau Anna Maria Müfflin in Legau getauft. Sein Vater stammte aus dem Dorf und war hier Schulmeister und Mesner. Seine Mutter kam aus Kempten. Herberger hat vermutlich die Wanderjahre gemeinsam mit Egid Verhelst und Anton Sturm verbracht, mit beiden arbeitete er auch später zusammen. Als seine größten Leistungen gelten die Arbeiten für die Benediktinerabteien Ochsenhausen und Wiblingen, insbesondere die Ausstattung des Bibliothekssaals in Wiblingen, den er 1744 und 1745 mit zehn lebensgroßen allegorischen Frauengestalten und ornamentalem Rokoko-Schnitzwerk versah. Ebenso bedeutend ist der Benediktsaltar in St. Georg in Ochsenhausen 1743.
1718 hatte der inzwischen zum Bildhauer ausgebildete Herberger Maria Viktoria Vogt aus Dietenheim geheiratet und arbeitete in der Folge auch für St. Martin in Dietenheim. Nach zehn Jahren Tätigkeit in Ochsenhausen verlegte er 1748 seinen Wohnsitz an den Bodensee und arbeitete dort für das Fürstbistum Konstanz als fürstbischöflicher Hofbildhauer und auch für angrenzende Orte am Bodensee. Er heiratete nach dem Tod seiner ersten Frau 1755 Maria Valentina Ephrosinia Troll.
Er starb nach längerer Krankheit am 12. April 1760 im Alter von 66 Jahren in Immenstaad.